# ريكاردو لوبيز (كاتب مسرحي)
ريكاردو لوبيز (بالإسبانية: Ricardo López Aranda)‏ (و. 1934 – 1996 م) هو كاتب مسرحي، وكاتب سيناريو، وكاتب إسباني، ولد في سانتاندير، توفي في مدريد، عن عمر يناهز 62 عاماً.

## وصلات خارجية
- ريكاردو لوبيز على موقع IMDb (الإنجليزية)

- ريكاردو لوبيز في قاعدة بيانات الأفلام على الإنترنت